# Thomisus unidentatus
Thomisus unidentatus är en spindelart som beskrevs av Ansie S. Dippenaar-Schoeman och van Harten 2007. Thomisus unidentatus ingår i släktet Thomisus och familjen krabbspindlar. Inga underarter finns listade i Catalogue of Life.